# دیکتاتور (روم)

گایوس ژولیوس سزار، آخرین دیکتاتور جمهوری روم

دیکتاتور (به لاتین: Dictator) در جمهوری روم یک کلانتر فوق‌العاده بود که توسط یکی از دو کنسول برگزیده می‌شد و دارای اقتدار مطلقه برای مقابله با شرایط اضطراری نظامی یا انجام اقدامات ویژه بود. تمامی دیگر کلانترها مادون ایمپریومِ∗(اقتدار عالیهٔ) وی بودند، و حق تریبون پلبی‌ها در وتوی اقدامات وی یا حق مردم در دادخواهی و تظلم جویی علیه اقدامات وی، به شدت محدود می‌شدند. با اینحال، برای آنکه اقتدار مطلقهٔ یک دیکتاتور خطری برای دولت ایجاد نکند، محدودیت‌ها و تنگناهای شدیدی بر قدرت وی اعمال می‌شدند؛ به گونه ای که موظف بود پس از انجام موفقیّت آمیز وظایفش، یا انقضای بازه زمانی شش‌ماهه، استعفای خود را تقدیم دارد. دیکتاتورها از اوایل دوران جمهوری روم (۵۰۹ق. م) تا دومین جنگ کارتاژ (۲۱۸ تا ۲۰۱ق. م) مکرراً انتخاب می‌شدند؛ امّا پس از آن این منصبِ فوق‌العاده تا مدت یک سده رو به بی‌مصرفی رفت، تا اینکه بار دیگر و در شکلی جدید توسط لوسیوس کورنلیوس سولا بین سال‌های ۸۲ تا ۷۹ق. م احیا شد، و سپس ژولیوس سزار نیز بین سال‌های ۴۹ تا ۴۴ق. م آنرا به خود اختصاص داد. این سِمت پس از ترور ژولیوس سزار رسماً ملغی شد و در دوران امپراتوری روم دیگر احیا نشد.

## ریشه‌شناسی
دیکتاتور (Dictator) یک اسم لاتین است که مرکب از فعل dicto به‌معنای «دیکته کردن، فرمودن» و پسوندِ اسم‌فاعل‌سازِ tor- است. بنابراین، معنای تحت‌اللفظی دیکتاتور «دیکته کننده، کسی که دستور می‌فرماید» است.

## تاریخ
تیتوس لیویوس، صاحب کتاب از پیدایش روم، نوشته که تیتوس لارکیوس نخستین دیکتاتور جمهوری روم بود که دو بار نیز کنسول شد. برخی روایات برآنند که نخستین دیکتاتور رومیان نه تیتوس لارکیوس، بلکه مانیوس والریوس (برادرزادهٔ پوبلیوس والریوس پوبلیکولا) بوده‌است. لیکن لیویوس تأکید دارد که بعید است کسی بدون داشتن سابقه‌ی کنسولی به دیکتاتوری نصب شده باشد.

## قدرت و اختیارات
یک دیکتاتور افزون بر فرماندهی نظامی و پیشبرد فرامین سنا، می‌توانست مجلس سنا را فرابخواند یا تشکیل یکی از مجامع قانونگذاری رومی را خواستار شود. قدرت و اختیارات وی قابل توجه بود، امّا در هر حال نامحدود هم نبود. اقتدار وی با شرایط انتصابش، و تکامل حقوق روم محدود می‌شد و البته ظرفیت وی در همکاری و تعاون با دیگر کلانترها نیز در تعیین حدود اختیارات وی دخیل بود. حد و مرز دقیق اقتدار یک دیکتاتور دقیقاً تعریف نشده و در سراسر تاریخ جمهوری مورد بحث، مشاجره و گمانه زنی بود.
قدرت وی تقریباً مطلق بود امّا نمی‌توانست از حد و مرزی که برای منصبش تعیین شده تجاوز کند؛ دیکتاتوری که برای تشکیل و ریاست مجمع کوریاتا منصوب شده بود نمی‌توانست فرماندهی نظامی در عرصه نبرد را بدون کسب موافقت سنا در دست بگیرد. برخی دیکتاتورهایی که به مسئولیت نظامی منصوب شدند می‌توانستند به انجام وظایف دیگری هم بپردازند، همچون ریاست بر مجمع، امّا باید اینکار را با موافقت و اجازهٔ سنا انجام می‌دادند.
با انتصاب یک دیکتاتور، ایمپریومِ∗ (اقتدار عالیه) دیگر کلانترها منقضی نمی‌شد و آنان همچنان تا پایان سال به انجام وظایف خود ادامه می‌دادند، هرچند که متبوع اقتدار دیکتاتور می‌شدند. اینکه آیا ایمپریومِ∗ دیکتاتور فراتر از کنسولی که وی را منصوب کرده بود نیز اعتبار داشت یا خیر، مورد بحث است؛ مومسن عقیده داشت که ایمپریومِ∗ وی با منقضی شدن ایمپریومِ کنسول بی‌اعتبار می‌شد، امّا دیگران حدس می‌زنند که ایمپریومِ∗ دیکتاتور می‌توانست با پایان یافتن سال هم اعتبار خود را حفظ کند؛ زیرا در حقیقت نمونه‌های زیادی وجود دارد که نشان می‌دهند یک دیکتاتور حتی بدون وجود کنسول‌ها وارد سال جدید شده‌است.
در ابتدا اقتدار دیکتاتور مشمول حق موسوم به «provocatio ad populum» یا تظلم کردن از مردم (حقی که به شهروندان عادی اجازه می‌داد در برابر اقدامات یک کلانتر، دادخواهی کنند) یا وتوی تریبون پلبی‌ها نمی‌شد؛ با اینحال، با انتصاب یک دیکتاتور، قانون lex Valeri که حق مذکور را تأسیس کرده بود منسوخ هم نمی‌شد و از سال ۳۰۰ق. م حتّی دیکتاتور (البته فقط در داخل شهر روم) را هم مشمول مجازات خود می‌کرد. شواهدی وجود دارد که نشان می‌دهد قدرت تریبون پلبی‌ها با فرامین یک دیکتاتور بلااثر نمی‌شد؛ برای نمونه در ۲۱۰ق. م تریبون‌ها تهدید کردند که انتخاباتِ تحت نظارت دیکتاتور کوینتوس فولویوس فلاکوس را تحریم خواهند کرد مگر اینکه وی نام خود را از فهرست کاندیداهای دیکتاتوری حذف کند.انتظار می‌رفت یک دیکتاتور پس از اتمام موفقیت‌آمیز وظایف محوله اش یا پس از انقضای شش ماه، استعفای خود را تقدیم دارد. این محدودیت‌های سخت بدین جهت بودند که ممکن بود اقتدارات مطلقه دیکتاتور یادآور استبداد پادشاهان رومی شوند. امّا محدودیت شش‌ماهه ممکن بود در صورت صلاحدید سنا برداشته شود؛ چنان‌که برای سال‌های ۳۳۳، ۳۲۴، ۳۰۹، و ۳۰۱ قبل از میلاد کنسول‌هایی شناخته نمی‌شوند، و شاید بدان معناست که دیکتاتور و ارباب سواران سِمت خود را بدون کنسول‌ها ادامه داده‌اند.
پس از استعفای یک دیکتاتور نمی‌توانستند وی را در برابر اقداماتی که در دوران تصدی سِمتش انجام داده‌است بازخواست کنند. البته چند مورد استثنایی به چشم می‌خورد، از جمله قضیه پیگرد مارکوس فوریوس کامیلوس به خاطر دزدیدن غنائم وی، و احتمالاً قضیهٔ لوسیوس مانلیوس کاپیتولینوس در ۳۶۲ که تنها به سبب تهدید جان یک تریبون توسط پسرش تیتوس از سِمت دیکتاتوری اش معزول شد. البته برخی محققین ادعا می‌کنند که یک دیکتاتور تنها در طول مدت تصدی سِمتش از مصونیت برخوردار بود، و به لحاظ نظری امکان‌پذیر بود که وی را به اتهام فساد مورد بازخواست قرار دهند.

## دیدگاه ماکیاولی در مورد دیکتاتوری در روم
نیکولو ماکیاولی در کتاب خود، گفتارهایی در باب ده کتاب نخست تیتوس لیویوس، در مورد ضرورت نهاد دیکتاتوری در جمهوری روم و سودمندی‌های آن می‌گوید:
«یکی از نویسندگانْ رومیانی را ملامت می‌کند که عنوان دیکتاتور را ابداع کردند، و مدعی است که این عنوان با گذشت زمان سبب پیدایش جباریّت در روم گردیده است و اگر این عنوان وجود نمی‌داشت، سزار نمی‌توانست حکومت استبدادی خود را تحت عنوانی قانونی بر مردم تحمیل کند. بی‌گمان، این نویسنده، مطالب را به‌دقت بررسی نکرده و عقیده‌ای که اظهار داشته را بدون هیچ نقد و تحقیقی پذیرفته است. آنچه روم را به بندگی کشاند، نه عنوان دیکتاتور بود و نه نهاد دیکتاتوری، بلکه قدرتی بود که بعضی از شهروندان برخلاف قانون در انحصار خود درآوردند [...] دیکتاتور تا زمانی که موافق قانون اساسی انتخاب می‌شد و کسی آن منصب را بزور بچنگ نمی‌آورد برای روم مفید بود؛ برای کشور آزاد تنها مناصبی زیان ببار می‌آورند که از طرق خلاف قانون بدست آیند، و همچنین قدرتی که کسی برخلاف حق غصبش کند، نه قدرتی که مطابق قانون به کسی واگذار می‌گردد [...] از این گذشته، در روم دیکتاتور برای مدتی معین (=شش ماه) و بمنظور رفع خطری خاص برگزیده می‌شد، نه برای همیشه. درست است که دایره‌ی قدرت دیکتاتور بسیار وسیع بود؛ یعنی می‌توانست برای رفع خطری که وظیفه‌اش بود به‌اختیار خود به هر وسیله‌ای دست بیازد و هرکاری را که صلاح می‌دید بدون مشاوره با دیگران بجا آورد و حکم به مجازات هرکسی بدهد بی‌آنکه محکوم حق تظلم کردن از مردم داشته باشد؛ ولی این دیکتاتور حق نداشت گامی به زیان کشور بردارد؛ مثلاً حق نداشت اختیارات مجلس سنا یا مردم را سلب کند یا نهادهای موجود را از میان بردارد و نهادهایی دیگر به‌جای آنها بنهد. [...] راستی این است که دیکتاتور نهادی رومی است و نهادی است بسیار شایان توجه؛ برای اینکه یکی از علل عظمت جمهوری روم بود. بدون چنین نهادی جامعه و دولت بدشواری می‌توانند از خطرهای فوق‌العاده رهایی یابند. جریان امور در کشور آزاد بآهستگی پیش می‌رود زیرا هیچ شورا و هیچ مقامی نمی‌تواند همه‌ی کارها را بتنهایی انجام دهد و در بسیاری از موارد آنها ناچارند با یکدیگر همکاری کنند، و هماهنگ ساختن عقاید مختلف مستلزم صرف وقت است. ولی چون امری خطیر پیش آید که خواهان تصمیم‌گیری سریع و عمل بی‌درنگ است، این اتلاف وقت خطر و خسارت ببار می‌آورد. از این‌رو، کشورهای آزاد باید در قانون اساسی خود نهادی مشابه دیکتاتوری را پیش‌بینی کنند [...] برای کشوری آزاد که فاقد چنین نهادی باشد، چاره‌ای نمی‌ماند جز اینکه یا قانون اساسی را رعایت کند و نابود شود و یا قانون را بشکند. اما در کشور آزاد هرگز نباید ضرورتی پیش آید که مستلزم قانون‌شکنی و دست‌یازی به‌وسایل خلاف قانون باشد. زیرا وسیله‌ی خلاف قانون اگر هم در لحظه‌ای سودمند باشد سرمشقی زیانبار است؛ یعنی آنجا که عادت بر این باشد که قانون اساسی را برای هدفهای خوب بشکنند، به همین بهانه برای هدفهای بد هم می‌شکنند؛ از این‌رو کشوری آزاد که در قانون اساسیش برای مقابله با همه‌ی انواع پیشامدها راه و روشی پیش‌بینی نشده باشد، هرگز کامل نخواهد بود. خلاصه‌ی کلام  این است که کشورهای آزاد که به‌هنگام خطر نتوانند به دیکتاتوری یا نهادی مانند آن توسل جویند، همین‌که واقعه‌ای نامنتظر روی بنماید، از میان می‌روند.»— نیکولو ماکیاولی، گفتارهایی در باب ده کتاب نخست تیتوس لیویوس، ترجمه‌ی محمد حسن لطفی، انتشارات خوارزمی، کتاب نخست، فصل ۳۴.

## زوال منصب
در طول دو سدهٔ نخست جمهوری، منصب دیکتاتوری ابزار مناسبی بود که آنرا برای مقابله فوری با اوضاع فوق‌العاده تشکیل می‌دادند. این سِمت برای مواقع اضطرار نظامی ایجاد شده بود امّا همچنین می‌توانست به عنوان وسیله ای برای سرکوبی فتنه و آشوب پلبی‌ها و ممانعت از دستیابیِ آنان به قدرت سیاسی هم به کار برود. در نبرد طبقاتی آن زمان میان پاتریسی‌ها و پلبی‌ها، می‌شد بر روی یک حمایت یک دیکتاتور از اشرافیت پاتریسی حساب کرد؛ چراکه وی همواره از خانواده ای با تبار پاتریسی برگزیده می‌شد، آنهم توسط کنسول‌هایی که خود نیز پاتریسی بودند. پس از آنکه قانون موسوم به lex Licinia Sextia به پلبی‌ها این حق را داد که یکی از دو کنسولِ سالانه را از جمع خود برگزینند، پاتریسی‌ها نیز یک سری از دیکتاتورها را پی در پی انتخاب کردند تا انتخابات را ریاست و نظارت کنند، امری که آشکاراً هدفش این بود که با نادیده گرفتن قانون مذکور، دو کنسول تماماً پاتریسی انتخاب شوند.
پس از جنگ دوم سامنی (۳۲۶ق. م تا ۳۰۴ق. م) وظایف دیکتاتور تقریباً به امور داخلی (غیرنظامی) محدود شد. هیچ دیکتاتوری در طول جنگ سوم سامنی (۲۹۸ق. م تا ۲۹۰ق. م) منصوب نشد، و محدودیت شش‌ماهه ای که بر دیکتاتورها تحمیل می‌شد نیز باعث می‌شد که این منصب برای نبردهای خارج از ایتالیا عملی نباشد. در ۲۹۴ق. م آیولوس آتیلیوس کالاتینوس تنها دیکتاتوری شد که یک ارتش را در خارج از ایتالیا رهبری کرد، زمانی که به سیسیل یورش برد؛ و نیز تنها دیکتاتوری بود که یک سِمت فرماندهی نظامی در طول اولین جنگ کارتاژ را بر عهده داشت. آخرین دیکتاتورهایی که یک ارتش را در میدان نبرد رهبری کردند فابیوس ماکسیموس در ۲۱۷ق. م و مارکوس یونیوس پرا در سال بعد از آن بودند، یعنی در مراحل آغازین دومین جنگ کارتاژ. غیر از اینان، بقیه دیکتاتورها در روم باقی می‌ماندند تا مجمع کوریاتا را ریاست کنند. آخرین دیکتاتور سنتی-قانونی همانا گایوس سرویلیوس گمینوس در ۲۰۲ق. م بود.

### احیای دیکتاتوری

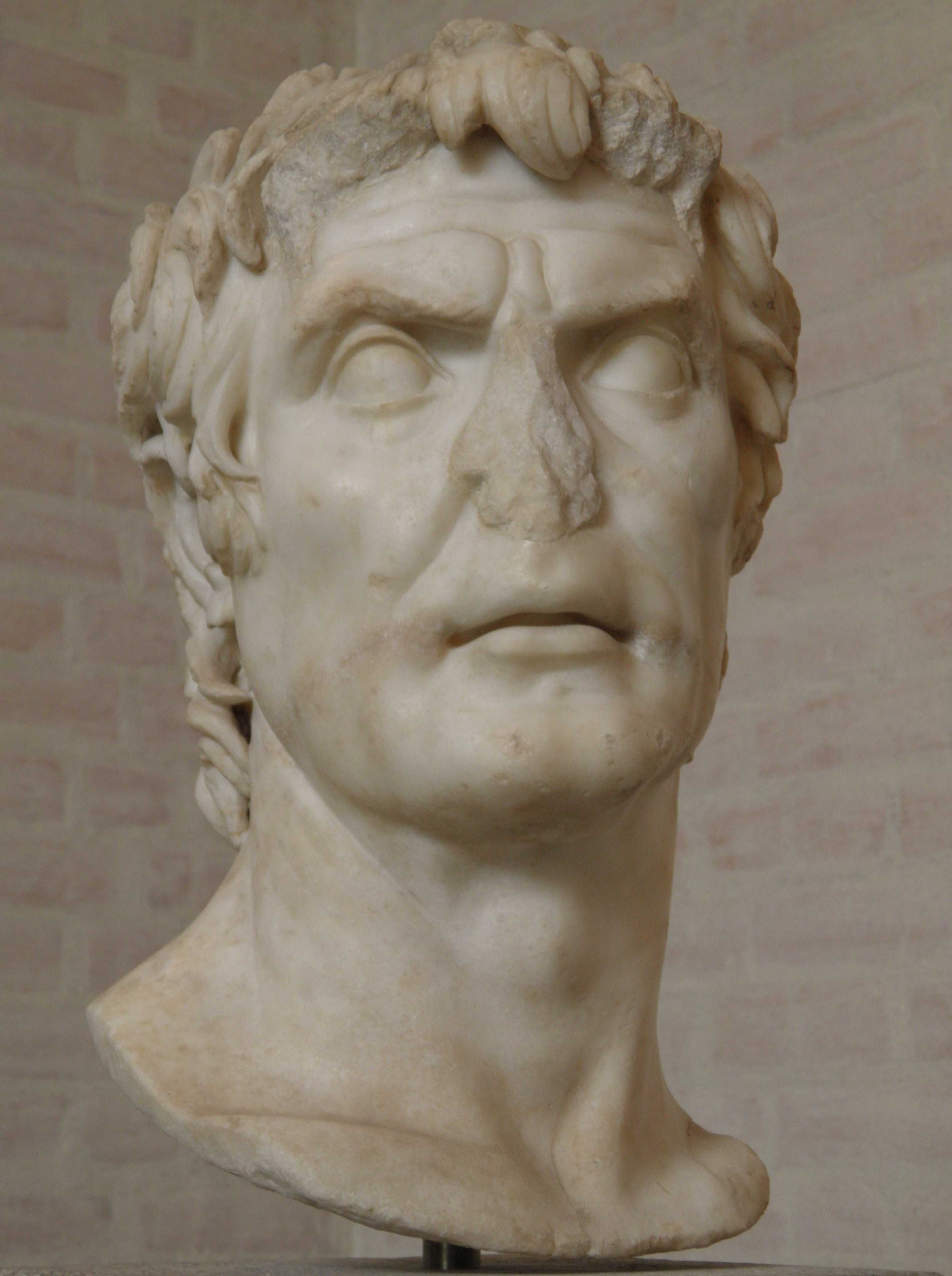
(احتمالاً) سردیس متعلق به لوسیوس کورنلیوس سولا، احیاگر دیکتاتوری رومی در ۸۲ق. م

تا یک سده بعد، کلانترهای عادی جمهوری توانستند با موفقیت تمامی جبهه‌های روم را رهبری کنند، بی آنکه نیازی به دیکتاتور باشد؛ و به همین جهت منصب دیکتاتوری بی‌مصرف شد. تا اینکه در ۸۲ق. م منصب فوق العادهٔ دیکتاتوری بار دیگر توسط لوکیوس کورنلیوس سولا احیا شد. سولا که حالا ژنرال برجسته ای بود، شش سال قبلتر در روم رژه رفته بود و آنرا از دست مخالفانش گرفته بود، امّا پس از آنکه در ۸۷ق. م انتخاب کلانترها را مجاز ساخت و خود رهسپار نبردی در شرق شد، دشمنانش بازگشتند. در ۸۳ق. م وی بار دیگر توجه خود را به بازپس‌گیری روم نهاد، و پس از آنکه در سال بعد شکستی قاطع به دشمنانش وارد ساخت، سنا و مردم وی را dictator legibus faciendis et rei publicae constituendae نامیدند، و به وی اختیار اصلاح قانون اساسی روم را دادند.
این اصلاحات ظرفیت سنا را از ۳۰۰ نفر به ۶۰۰ نفر افزایش داد، و آن را از حامیان سولا پُر کرد. سپس محدودیت‌های خشنی بر قدرت تریبون‌ها وضع کرد، حق وتوی آنان را محدود و تریبون‌های سابق را از دستیابی به مناصب کلانتری بالاتر منع کرد. هرچند وی در ۸۱ق. م از دیکتاتوری مستعفی شد و در ۸۰ق. م سِمت کنسولی را پذیرفت و پس از آن هم بازنشسته شد و به زندگی شخصی روی آورد، اقدامات وی دولت روم را تضعیف کرد و برای اولین بار بود که قدرت در دستان کسی و بدون محدودیت مؤثری متمرکز می‌شود.
قدرت دیکتاتوری در ۴۹ق. م به ژولیوس سزار تفویض شد، زمانی که از جبهه نبرد خود در جنگ‌های گالی به روم بازگشت، و نیروهای پومپئو (پومپه کبیر) را شکست داد. وی در پایان ۴۸ق. م به عنوان دیکتاتور rei gerundae causa برای مدت یکسال انتخاب شد، و قدرت تریبونی را برای مدتی نامشخص از آنِ خود کرد، و کوشید دو تن از تریبون‌ها را که کوشیده بودند مانع وی شوند را استیضاح کند، قدرت کنسوری را نیز به خود اختصاص داد، کرسی‌های تخلیه شدهٔ سنا را از حامیان خود پُر کرد، و شمار نمایندگان آنرا به ۹۰۰ افزایش داد. در ۴۷ق. م برای مدت ده سال به عنوان دیکتاتور برگزیده شد. اندک مدتی پیش از ترورش در ۴۴ق. م، وی dictator perpetuo rei publicae constituendae خوانده شد و اختیار انتصاب کلانترها به میل خود را هم دارا شد.

### انحلال منصب
یک ماه پس از ترور سزار، مارک آنتونی، که در ۴۷ق. م به عنوان ارباب سواران برای سزار خدمت کرده بود، پیشنهاد کرد رسماً سِمت دیکتاتوری منحل گردد، این پیشنهاد به صورت قانون موسوم به leges Antoniae تصویب شد.

## یادداشت
^ . Imperium به معنای اقتدار عالیه برای اِعمال زور جهت اجرای قانون است.